# ヴェンデン (ザウアーラント)
ヴェンデン (ドイツ語: Wenden) は、ドイツ連邦共和国ノルトライン＝ヴェストファーレン州アルンスベルク行政管区のオルペ郡に属す町村（以下、本項では便宜上「町」と記述する）である。この町はザウアーラントの最も南に位置する町である。

## 地理

### 位置
ヴェンデンはオルペ郡南部のザウアーラント＝ロタール山地自然公園内に位置している。ビッゲ川支流のヴェンデ川が流れ、町内でアルベ川が北岸からヴェンデ川に合流する。北西に、アウトバーン A4号線と A45号線が交差する「オルペ南ジャンクション」がある。

### 隣接する市町村
- オルペ、ドロルスハーゲン（オルペ郡）
- クロイツタール、フロイデンベルク、ジーゲン（ジーゲン＝ヴィトゲンシュタイン郡）
- フリーゼンハーゲン（ドイツ語版、英語版）（ラインラント＝プファルツ州アルテンキルヒェン郡）
- ライヒスホーフ（ドイツ語版、英語版）（オーバーベルギシャー郡（ドイツ語版、英語版））

### 自治体の構成
自治体ヴェンデンは、以下の地区からなる。
| - アルテンホーフ＝ギルクハウゼン - ベビンゲン＝ビューヒェン＝シュヴァルツブルーフ＝フッペン - ブリュン＝ホフヌング - エルベン＝シャイダーヴァルト - ゲルリンゲン - ハイト＝トレムバッハ - ヒルミッケ - ヒュンスボルン＝レッフェルベルク - メルミッケ | - オットフィンゲン＝ヴィルヘルムスタール - レーマースハーゲン＝デインゲン - デルンシャイト - ローテミューレ＝ローテンボルン - シェーナウ＝アルテンヴェンデン - ヴァールベルク - ヴェンデン - ヴェンデナーヒュッテ |

## 歴史

### 中世
ヴェンデンは、1151年に初めて Wendenne という表記で、ヘルフォルトのアウフ・デム・ベルゲ修道院の寄贈目録に記録されている。この修道院はヴェンデン付近に多くの所領を有していた。近年、1011年のこの修道院の設立文書にヴェンデンがすでに名指しされているという主張がなされた。これに対して別の研究者から、ここに記されている「ヴェンデナー・ヘーフェン」（ヴェンデンの農場）は、現在のバート・エーンハウゼン近郊の農場であると、反論・主張があった。地元の研究は、どちらの年号にも疑問の余地があるとして、12世紀末から13世紀初めに最初の記述がなされたと、慎重に発言している。
ヴェンデンの教区教会は元々オルペの支教会であった。教会塔の年代は、元の教会堂が12世紀に建造されたことを示している。1313年の時点でもまだ礼拝堂と記述されている。守護聖人は、時代とともに、洗礼者聖ヨハネから聖セヴェリンに替わった。これはケルンのセヴェリン修道院が所有権を獲得したためである。ヴェンデンは、ケルン大司教統治下でアムト・ヴァルデンブルクに属した。ヴェンデンには裁判官が駐在した。

### 近世
1536年には、ヴェンデン村の他に、エルベン、シェーナウ、ギルクハウゼン、アルテンホーフ、ゲルリンゲン、レーマースハーゲン、ヒュンスボルン、オットフィンゲン、ブリュン、ヒルミッケ、ハイト、ローテンボルン、デルンシャイトといった集落がゲリヒト・ヴェンデン（ヴェンデン裁判区）に属した。
ヴェンデンは16世紀にフュルステンベルク家の勢力下にあった。この家門は様々な選帝侯のアムトの管理権を有していた。カスパー・フォン・フュルステンベルクの時代に一連の魔女狩りが行われた。しかし、原資料がわずかしか遺されておらず、現在では詳細な記述を行うことができない。魔女狩りの最盛期（1628年 - 1631年）に約 20件が審理された。隣のオルペでは、たとえばアナ・マルガレータ・シュミットが処刑されたりした。

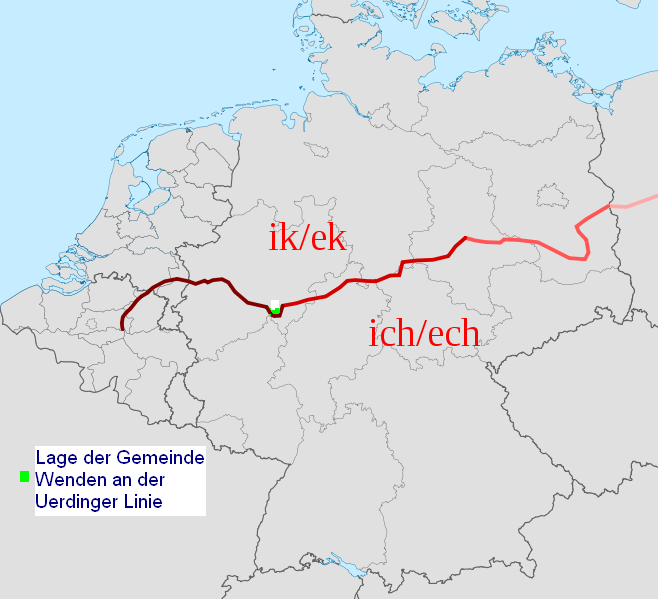
ヴェンデンは低地ドイツ語と高地ドイツ語との境界線 Uerdinger Linie 上に位置している

### 境界
ヴェンデンは境界に位置していることが特徴である。まず所領の面では、ケルンのザウアーラントとナッサウのジーガーラントとの境界であった。近世には、レーマースハーゲン近郊のドライヘレンシュタイン（直訳: 3領主の石）で、ケルン選帝侯のヴェストファーレン公領、ナッサウ＝ジーゲン侯領、ヴィルデンブルク領主家の勢力範囲がぶつかりあっていた。中世後期から近世にかけてナッサウ側の境界は、ラントヴェーレンやそれに類似した国境防衛施設でケルン選帝侯のヴェストファーレン公領に対して護りを固めていた。ケルシェス・ヘックの一部が町内に遺されている。ここはまた、かつてのザクセン人とフランク人およびザクセン語とフランク語、低地ドイツ語圏と高地ドイツ語圏の境界でもあった。宗教改革後にはさらにカトリック信者を主とする領域とプロテスタント地域との宗教上の境界にもなった。

### 鉱山史

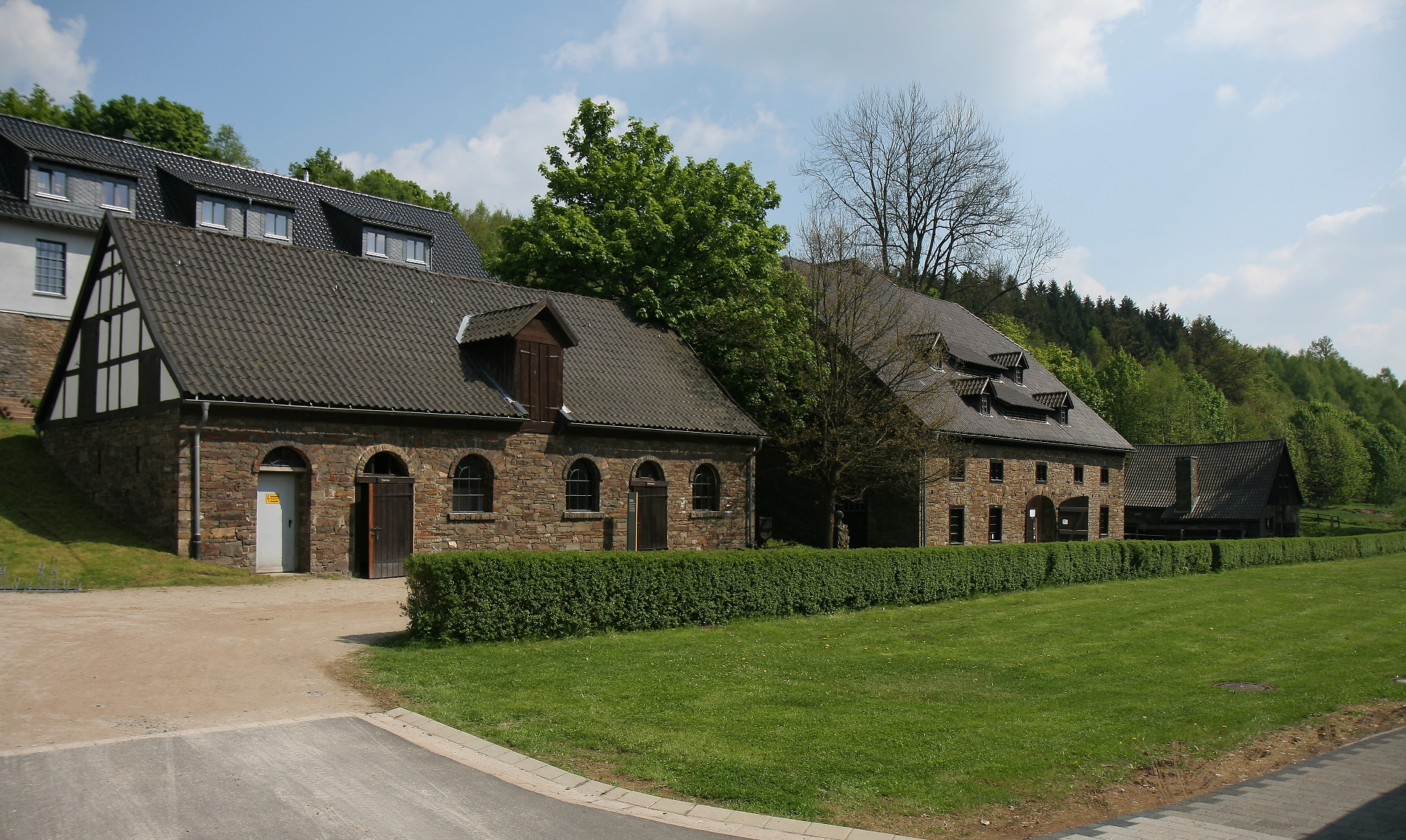
ヴェンデナー精錬所

現在のヴェンデン町内では、様々な場所で鉱業が営まれていた。古い時代の鉱山採掘についてはほとんど判っていない。様々な場所から塊鉄炉が出土することから鉱業が行われていたことは間違いない。主な場所は、ゲルリンゲンの東、ヒュンスボルン近郊、フッペン近郊、ビューヒェンおよびヴェンデ川沿いのアルテンホーフまでであった。エルベン近郊のヴィルスミッケ直接製鉄法作業場の研究は、11世紀から13世紀まで作業が行われたことを明らかにした。ゲルリンゲン地域でも、鉱業は中世盛期にまで遡る。ヒュンスボルン地域での化学的研究は、ここではジーガーラント地方の鉄鉱石が精錬されていたことを示した。後世の鍛冶や精錬の痕跡も発見されている。
鉱業の文献上の記述が始まるのは、1件を除いて、三十年戦争以後の時代である。その後町域は多くの小さな区域に分けられるようになった。坑道が最も多いのは、ティーリングハウゼンとエルベンとの間のアルテンベルク地区であった。小区画はオルペの市域にまで及んだ。アルテンベルガー坑道は、ゲルリンゲンとエルベンとの間の全長 3.2 km まで延長されていった。ここでは特に褐鉄鉱と菱鉄鉱が見られた。最初の報告は1668年になされた。坑の一部はフュルステンベルク家の所有となり、その後ブラベック家のものとなった。レミー家もヴェンデン精錬所やその他の作業施設の所有者としてここに土地を所有していた。中断をはさみながら鉱業は1920年まで営まれていた。
メルミッケとヴェンデンとを結ぶ街道の南に別の鉱区があった。その中心がユンケルンベルク坑であった。この坑道は長さ 1.8 km であった。ヴェンデナー精錬所の創設者ヨハネス・エルマートは1734年にシュミトザイフェン坑を任された。19世紀に鉱石の探索が短期間ながらブームとなった。しかしここでの採掘は早くも1868年に停止された。3つめがヴァールベルガー坑を有するオットギンゲン近郊の鉱区であった。証拠はないが、15世紀にはすでにここで採掘が行われていたと考えられている。報告は18世紀になって初めてなされた。レミー家はここでも活動していた。ドロルスハーゲン修道院は、18世紀末に、大規模な鉄鋼盛期の精錬を行うために、ここに4万帝国ターラーの投資を行った。この計画は排水に問題があり、頓挫した。修道院のプロジェクトの破産後何十年も訴訟が続いた。ファールベルク坑は精錬所と同様、不規則ながら運営を続けた。採掘は第一次世界大戦まで継続された。1668年に文献の記述が遺るエルベ近郊の鉄の精錬所は、19世紀の初めまで存在していた。最も重要な精錬所は、1728年に設立され、1866年まで存続していたヴェンデナー精錬所であった。
20世紀初め、プラチナが試掘された。このためにシュレーゲルスベルク坑（旧ブルメスター坑）が設けられた。数年間非生産的な採掘が行われた後、採掘は中止された。現在この坑道は、見学鉱山となっている。

### 19世紀から20世紀
ヴェンデンは1802年までヴェストファーレン公領の一部であった。その後1816年にプロイセンによって併合されるまで14年間、ヘッセンの統治下に置かれた。ヘッセン時代にゲリヒト・ヴェンデンがアムト・オルペに設けられた。
1817年からヴェンデンは、ビルシュタイン郡に由来するオルペ郡に属した。1843年から1844年に、ヴェンデンとレーマースハーゲンからアムト・ヴェンデンが形成された。ヴェンデンとレーマースハーゲンは1969年7月1日に合併し、新たな自治体ヴェンデンが成立した。これ以後この町は、同時期に廃止されたアムト・ヴェンデンと精確に同じ範囲となっている。
鉱山産業は、人口の大部分が農業で生計を立てているという状況を変化させるには至らず、ヴェンデナー精錬所の閉鎖後に特筆すべき工業発展は起こらなかった。貧しい土壌と土地の分割によって、多くの家族が農業で糧を得ることが難しかった。

## 住民

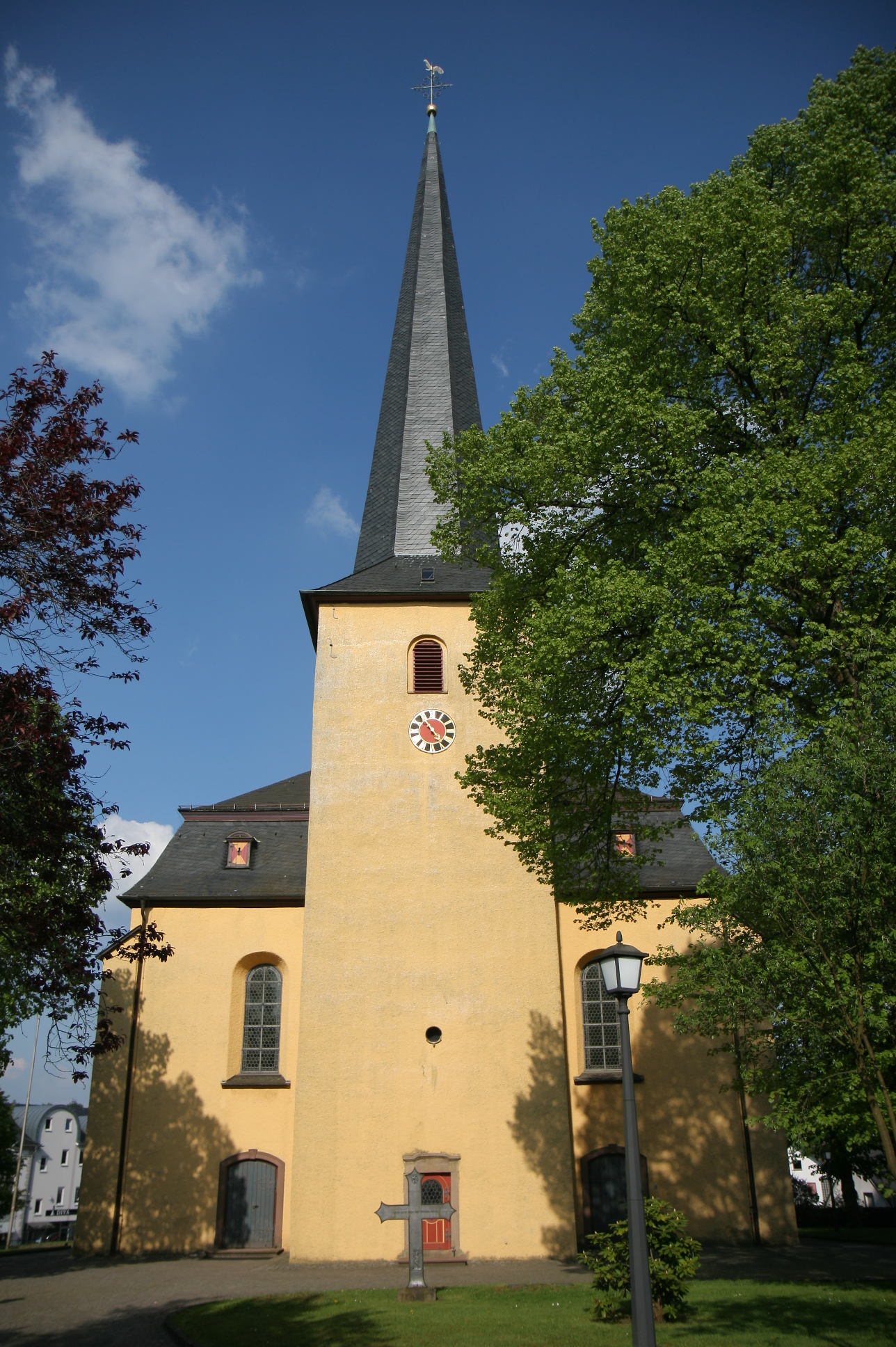
ヴェンデンの聖セヴェリヌス教会

### 宗教
ヴェンデンは、ローマ＝カトリック信者が多数を占める町である。メルミッケとローテミューレを除く多くの集落にローマ＝カトリックの教会あるいは礼拝堂がある。ヒュンスボルンには聖クニベルトゥス教区教会がある。ヴェンデンとローテミューレには福音主義の教会があり、ゲルリンゲンにはローマ＝カトリック教会の他に新使徒派教会の集会所がある。ローマ＝カトリック信者にとって重要なこの地方の巡礼地が、ヒュンスボルン、ヴェンデン、アルテンホーフの間の森の中にあるデルンシュラーデである。伝説によれば、ヴェンデンの教会から盗まれたマリア像がここで見つかったとされている。礼拝堂は多くの信者が礼拝に用いている。他に地域の KAB が毎年の巡礼にデルンシュラーデを利用している。
第二次世界大戦後、旧ドイツ東部領土から数多くの難民が、当時のアムト・ヴェンデンに避難し、主にファールベルクとローテミューレに定住した。こうして1950年代に福音主義ローテミューレ礼拝堂が設けられた。さらに1980年代には主邑のヴェンデンに福音主義教団センターが設けられ、急速にローテミューレの礼拝堂をしのぐ規模に成長した。2006年、ヴェンデンが属すオルペ福音主義教会の教会管理委員会はローテミューレに教会を建設することを決定した。ローテミューレ礼拝堂協会がその財政上の責務を引き継いだため、その存在は保証されている。
1960年代以降、多くのムスリムやギリシア正教会信者がヴェンデンに住んでいる。イスラム文化センターの組織連合体は主邑にモスクを有している。

## 行政

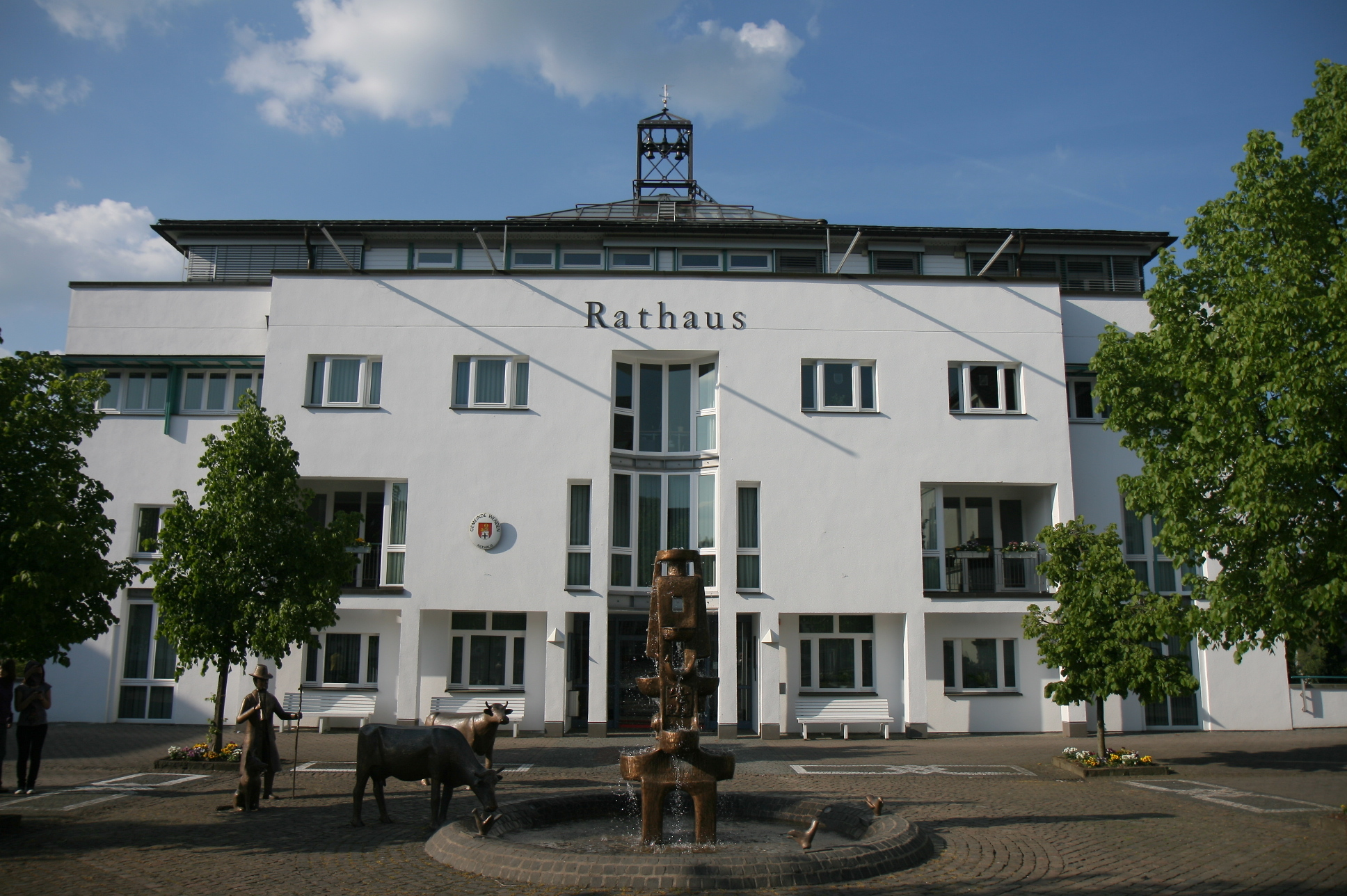
ヴェンデンの町役場

### 議会
ヴェンデンの町議会は、34議席で構成されている。

### 町長とゲマインデディレクトール
1969年から1994年までヴェンデンの行政トップは「ゲマインデディレクトール」と呼ばれていた。「ビュルガーマイスター」（町長にあたる語）は名誉職で、儀礼上の代表や町議会の議長を務めた。1994年から専任の町長がたてられた。町長は町議会の議長であり、行政指導者であった。最後のゲマインデディレクトールとなったペーター・ブリューザーは町議会によって初代の専任町長に選出された。その後町長は住民による選挙で選出される。
| 町長                   | 任期            | 政党             |
| ---------------------- | --------------- | ---------------- |
| ローデリヒ・シュラーゲ | 1969年 – 1989年 | CDU              |
| クーニベルト・キンケル | 1989年 – 1994年 | CDU              |
| ペーター・ブリューザー | 1994年 – 2015年 | CDU または無所属 |
| ベルント・クレメンス   | 2015年 -        | CDU              |

### 姉妹自治体
ディンゲルシュテット（ドイツ、テューリンゲン州）
ドイツ再統一に伴い締結された姉妹自治体である。当初この姉妹都市活動は極めて活発で、行政官の相互交流が行われたりもした。現在では下火になっているが、一定レベルの交流は保たれている。たとえば、年間最大行事の「ヴェンデナー・キルメス」にディンゲルシュテットの町長が毎年招かれている。
 レプシーニ（ハンガリー、フェイェール県）2016年6月28日
包装業者 SiBO がヴェンデンとレプシーニに営業所を有しており、オーナーのベルント・ヘッセが姉妹自治体関係締結の道筋をつけた。

### 紋章と幟

ヴェンデンの幟

#### 紋章
この町は、アルンスベルク行政管区長官の1970年4月6日付の文書により紋章の使用を許可された。
図柄: 赤地に、金色の光輪を備え、金色の髭と頭髪、右手に金色の本とその上に羊、左手に金のクーゲル十字（先端が丸くなった十字）の杖を持ち、上半身は金色の毛皮、下半身は銀色の亜麻布をまとった聖人。その前面に端から端まで貫く黒い十字が描かれた銀色の盾が置かれている。
紋章は、この町の守護聖人である洗礼者聖ヨハネと、ヴェンデンが長く属していたケルン選帝侯の紋章を描いている。この町は、地域再編後にアムト・ヴェンデンからこの紋章を引き継いだ。

#### 幟
ヴェンデン町は、1970年6月11日付のアルンスベルク行政管区長官の文書により幟の使用権を授けられた。
幟の図柄: 長辺と平行に 1:3:1の幅で赤 - 白 - 赤に分割。中央上半分に町の紋章が描かれている。

## 文化と見所

### 演劇
- ザウアーラント＝テアター・ヒルミッケ: アマチュア劇団、毎年11月にヴェンデン学校センターの講堂で公演を行っている。
- テアターフェライン・ヒュンスボルン: 青少年演劇グループを持つアマチュア劇団、3月から4月に公演を行う。
- テアターフラウエン・メルミッケ: アマチュア劇団、2年ごとにコンラート＝アデナウアー＝シューレ・ヴェンデンの講堂で、また、毎年謝肉祭にメルミッケのゲマインシャフツハレ（公民館）で公演を行っている。

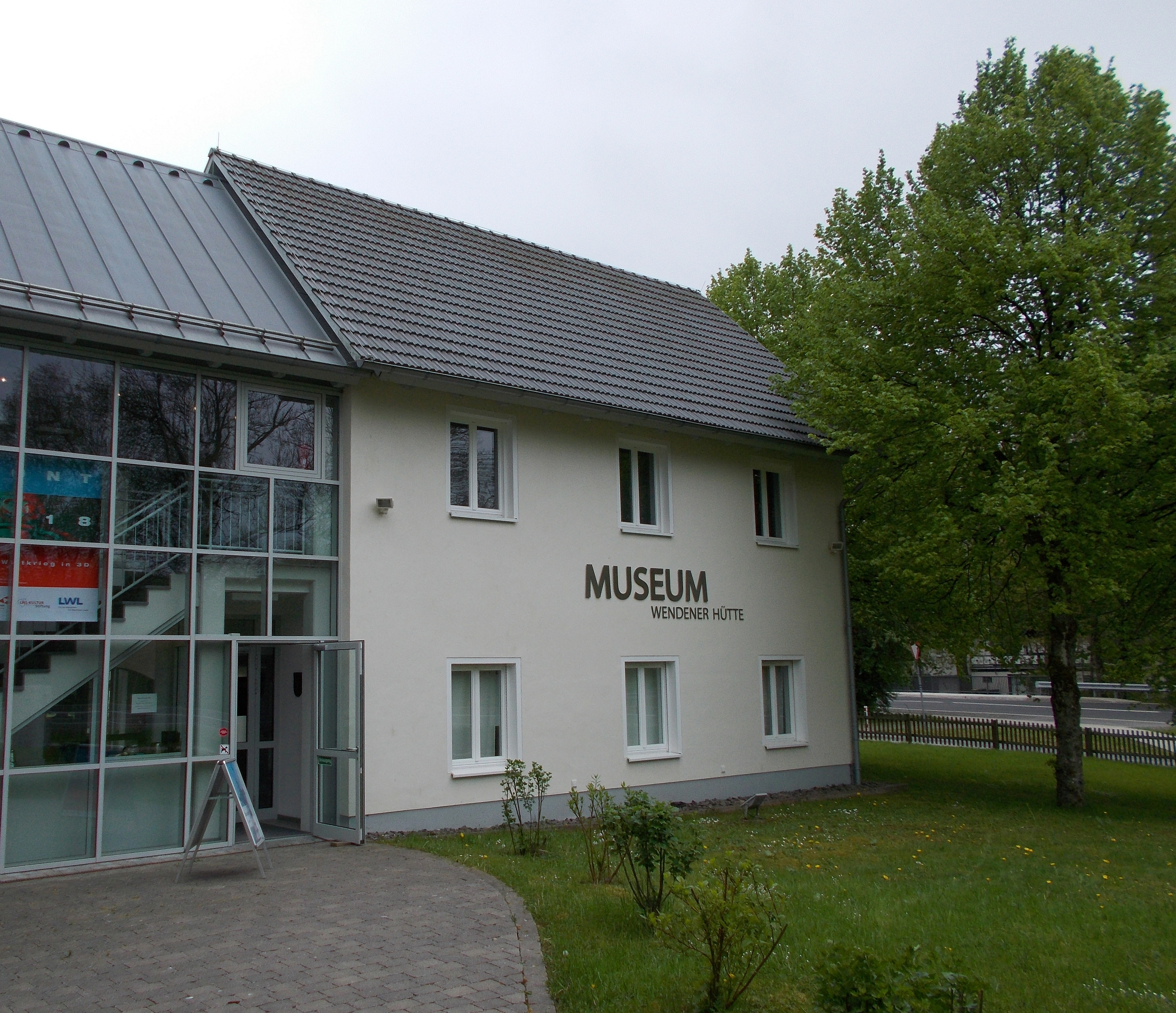
ヴェンデナー精錬博物館

### 博物館
ヴェンデナー精錬所は産業文化財となっており、ドイツ語圏に現存する最古の木炭溶鉱炉施設の1つである。この施設は、開館期間中は無料で見学することができる。

### 音楽
ヴェンデンは、数多くの音楽クラブ（アルテンホーフ、ゲルリンゲン、ハイト、ヒルミッケ、ヒュンスボルン、オットフィンゲン、ヴェンデン）、楽隊（オットフィンゲン、ヴェンデン）および約 40組の合唱団で知られている。大きな集落のほぼすべてにブラスオーケストラと複数の合唱団がそれぞれ存在する。

#### 合唱団
約 30の音楽・歌唱クラブ（その中には多くのマイスター合唱団が含まれる）が、現在もコンサートやその他の公演でこの町の文化・社会生活を特徴付けている。

### 建造物

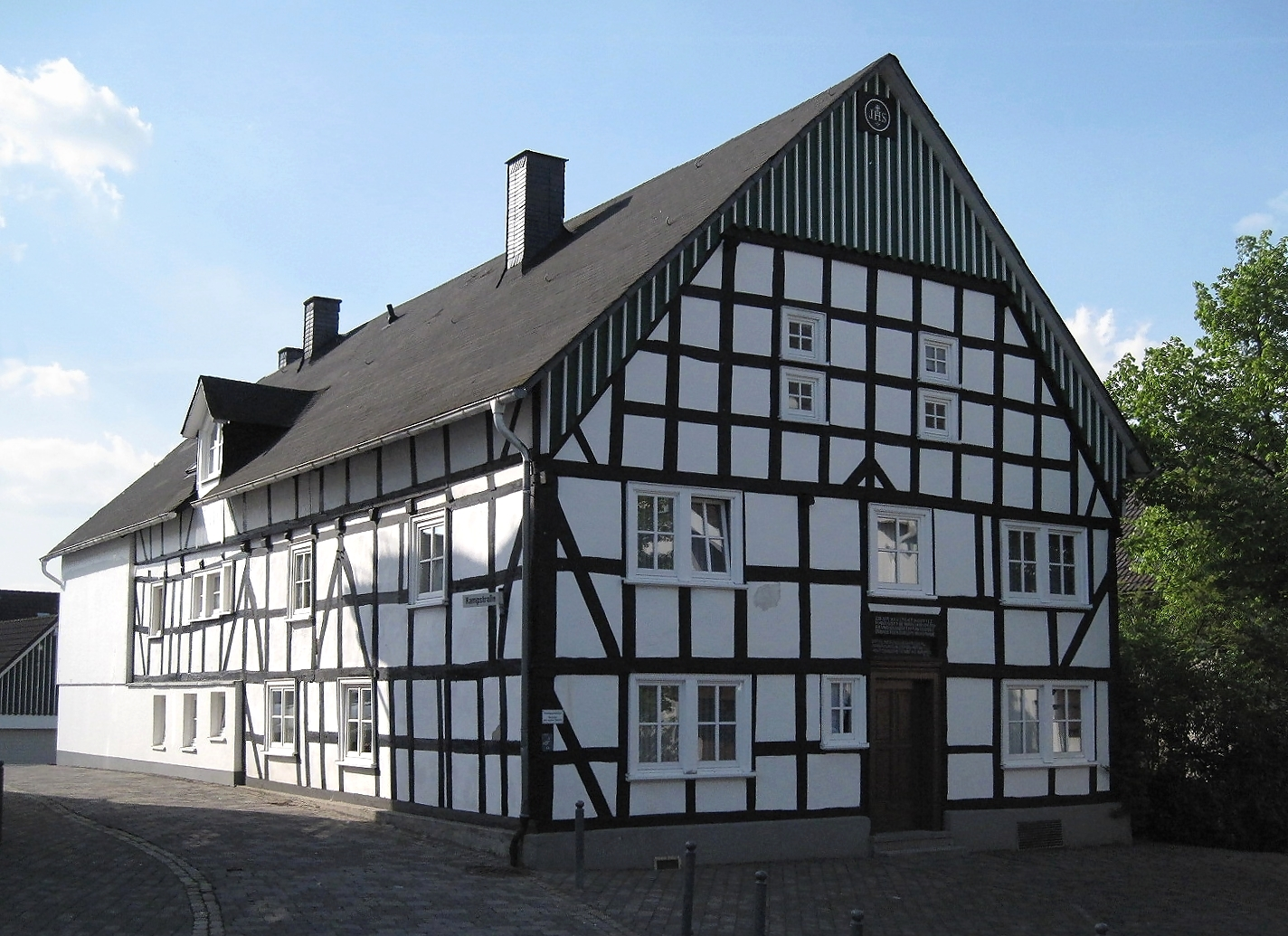
保護文化財に指定されているベルク通り8番地の木組み建築

デルンシュラーデ巡礼礼拝堂は1864年に建築家フィンツェンツ・シュタッツによって、古くてずっと小さな先行建築の代替として建設された。礼拝堂は、アルテンホーフ集落の近くにあり、ヒュンスボルンとヴェンデンを結ぶ道路を経由して容易に行くことができる。マリアの訪問の祝日（7月2日）とマリア生誕の祝日（9月8日）の後の日曜日にアルテンホーフおよびヴェンデンからデルンシュラーデにパレードが行われ、それに続くデルンシュラーデでの礼拝で締めくくられる。
聖セヴェリヌス教区教会は1750年頃から1752年までにフランツ・バイヤーによって建設された。祭壇や多くの聖人像は先代の教会を飾っていたもので、重量感のある塔も先代の教会からのものである。講壇、輝くマリア像とオルガンは1755年頃に設置された。命名のモデルはケルンの聖セヴェリン教会であった。大規模な改修が1986年から1988年になされた。これにより18世紀に建設された当時の姿が概ね復元された。5連のハレンキルヒェのマンサード屋根はヴェストファーレンでは珍しいものである。
木炭溶鉱炉施設のヴェンデナー精錬所は、工業化初期の文化財であり、博物館として公開されている。
ゲルリンゲン地区の教区教会隠者聖アントニウス教会は1897年に献堂された。

### 自然保護区

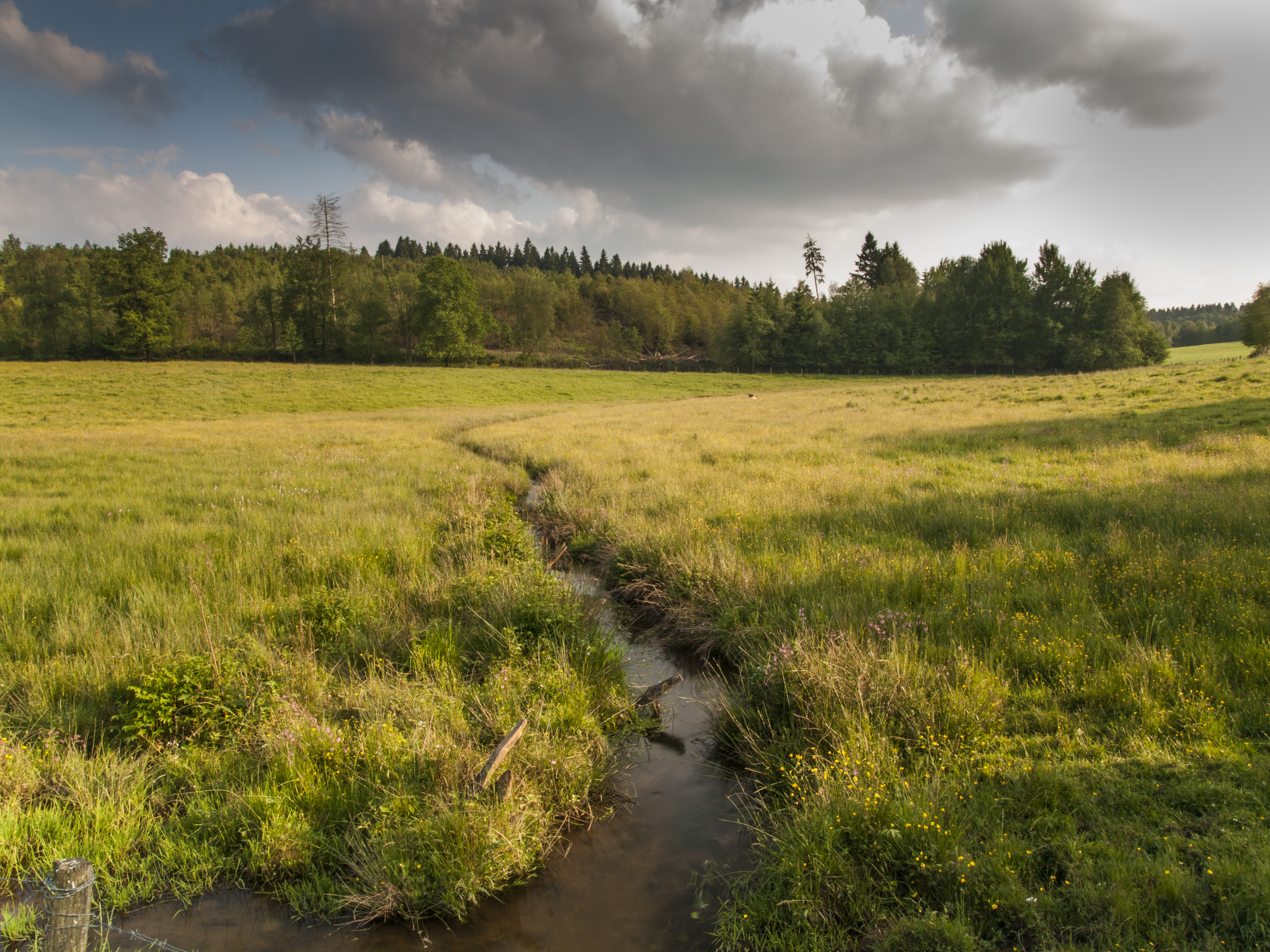
ビッゲ水源地区自然保護区

町内は、10の自然保護区がある。カラーヘーおよびリミッケタール (82 ha)、グロースミッケタール (134 ha)、ヴィーブルーフ (39 ha)、ヴェンデ川水源地区 (15 ha)、ミットタークスブリューヒェ (56 ha)、デルミヒェタール (18 ha)、ビッゲ川水源地区 (12 ha)、ビッゲタール (35 ha)、ベンツェおよびビンゼバッハ (26 ha)、シュタインクーレおよびヒルミッケバッハ (26 ha)。
ヴェンデンには6つの自然文化財がある。自然文化財には、木や樹木群が指定される。町内には、保護景観構成物 (LB) も6つ指定されている。
町の全域がザウアーラント＝ロタール山地自然公園の一部となっている。2006年11月30日から町域に対して「景観計画 Nr. 4 ヴェンデン＝ドロルスハーゲン」が適用された。すでに家屋が建っている集落部分や建設計画の適用地域を除くすべての土地が、自然保護区などのより高度なほぼ状態にない限りは景観保護地区となる。ヴェンデンには2つの景観保護地区がある。8,875 ha のヴェンデン＝ドロルスハーゲン景観保護地区タイプ A と、1,004 ha のヴェンデン＝ドロルスハーゲン景観保護地区タイプ B である。タイプ A は一般的な景観保護地区、タイプ B が草地の谷や特別な機能を持つ空間を保護する特別景観保護地区である。タイプ A の景観保護地区では建造物の建設や、植林の開始、クリスマスツリー栽培地の新設が禁止されている。タイプ B ではこれに加えて、草地や休閑地の多目的への転用が禁止されている。タイプ B は多くの部分地区に分かれているのに対して、タイプ A は1つの土地で形成されており、他のすべての保護地区や計画地区内の建設地域がこの中に含まれている。
町内には、たとえば水源地や岩などの数多くのビオトープが、その希少性のために保護対象となっている。これらは希少性に応じて指定されており、上述の保護カテゴリーとは無関係である。
この他に、アオサギ、オオタカ、アカトビ、ワタリガラスなどの大型鳥類が棲息する。

### スポーツ
約600席の観客席と相応のステージを持つ講堂、プレイフィールドと観客席がある体育館、真新しいスポーツ広場、室内プールが、クラブ、住民、訪問客に活動的な余暇を多彩に楽しむ機会を提供している。

### 年中行事
「ヴェントシェ・ケルメッツェ」（ヴェンデンのキルメス）は南ヴェストファーレン最大の民衆祭とされており、公式サイトで広告される。この祭は8月の第3火曜日とその前の土曜・日曜日に開催される。火曜日には、様々なクラスの動物を顕彰する動物ショーが開催される。ヴェントシェ・ケルメッツェは、期間中ずっと市場が開催され様々な品物が売買されている点が他の教会祭と異なっている。多くの市場出展者の他に、メリーゴーラウンドやその他のアトラクションが設けられる。
シェーナウの謝肉祭も有名である。バラの月曜日に、豪華に創られたモチーフ車両と数多くの徒歩のグループが 1 km におよぶ伝説の竜となって、15,000人の観客が見つめる中、シェーナウの通りを、列をくねらせながら行進する。シェーナウの謝肉祭のかけ声は「シェーナウ、ヘラウ」である。カーニバルクラブの協会歌は「シェーナウからボッケンバッハまで - 揺られて笑って」という1行から始まる（ボッケンバッハはジーガーラントに属す隣町）。シェーナウ＝アルテンヴェンデン謝肉祭クラブは、40年以上にわたって南ヴェストファーレンの謝肉祭イベントの大物として定着した。
ジュートザウアーラントラウフ（南ザウアーラントレース）は概ね11月の第1週末に開催される。この伝統的なレースは、SG ヴェンデンが主催している。過去の大会では国内で成功したランナーが挨拶を行っている。バンビーニレース (500 m)、学生レース (2 km)、大衆レース (5 km)、メインレース (10 km)、ノルディックウォーキングレース (9 km) に、合わせて約 800人が参加する。これは南ヴェストファーレン最大のレースである。

## 経済と社会資本
第二次世界大戦後の時代まで住民の大部分が農林業に従事していた。農業の構造改革によって多くの農民が離農した。これにより通勤労働者が大きく増加した。この状況はアウトバーン A4号線と A45号線の建設によって変化した。交通地理上の立地がかなり改善され、この町は産業の立地として魅力を増した。ヒュンスボルンとゲルリンゲンに、企業を定住させるための工業・産業用地が整備された。

### 地元企業
- ヴェーバーハウス GmbH & Co. KG
- ムール・メタルテクニーク GmbH & Co. KG　自動車部品、ラジエーター製造
- ベルカー
- ゲヴィス・ドイチュラント（旧 SCHUPA）
- EMG オートメーション（エレキス＝グループ）
- プライム・ドリリング GmbH　ディレクショナル・ボーリング用ドリル
- Zoz GmbH　ヘニング・ツォツのナノテクノロジー企業
- カーベルシュレップ GmbH　機械製造・設備製造用エネルギー供給チェーン

### 交通

#### 道路
町内を2つの連邦アウトバーンが通っている:
- A4号線（E40号線）アーヘン - ゲルリッツ。インターチェンジ: ヴェンデン（オルペ南ジャンクション）
- A45号線（ザウアーラント線）（E41号線）ドルトムント - アシャッフェンブルク。インターチェンジ: ヴェンデン（オルペ南ジャンクション）

町内を通る連邦道はない。主要交通路は州道 L342、L512、L564、L714、L905号線である。

#### バス、鉄道
道路旅客交通では、数多くのバス路線がヴェンデンと隣接市町村とを結んでいる。運営業者はジーゲンに本社を構えるヴェストファーレン南交通会社 (VWS) と鉄道子会社のルール＝ジーク・バス交通 (BRS) である。R50号とR51号が、ジーゲンおよびオルペとヴェンデンとを結ぶ最も重要な路線である。
現在、町内を通る鉄道はない。かつては、現在のビッゲタール鉄道に接続する路線があった。フロイデンベルク - ローテミューレ間は1987年に、ローテミューレ - オルペ間は2000年に営業を停止し、2005年に撤去された。

### 教育

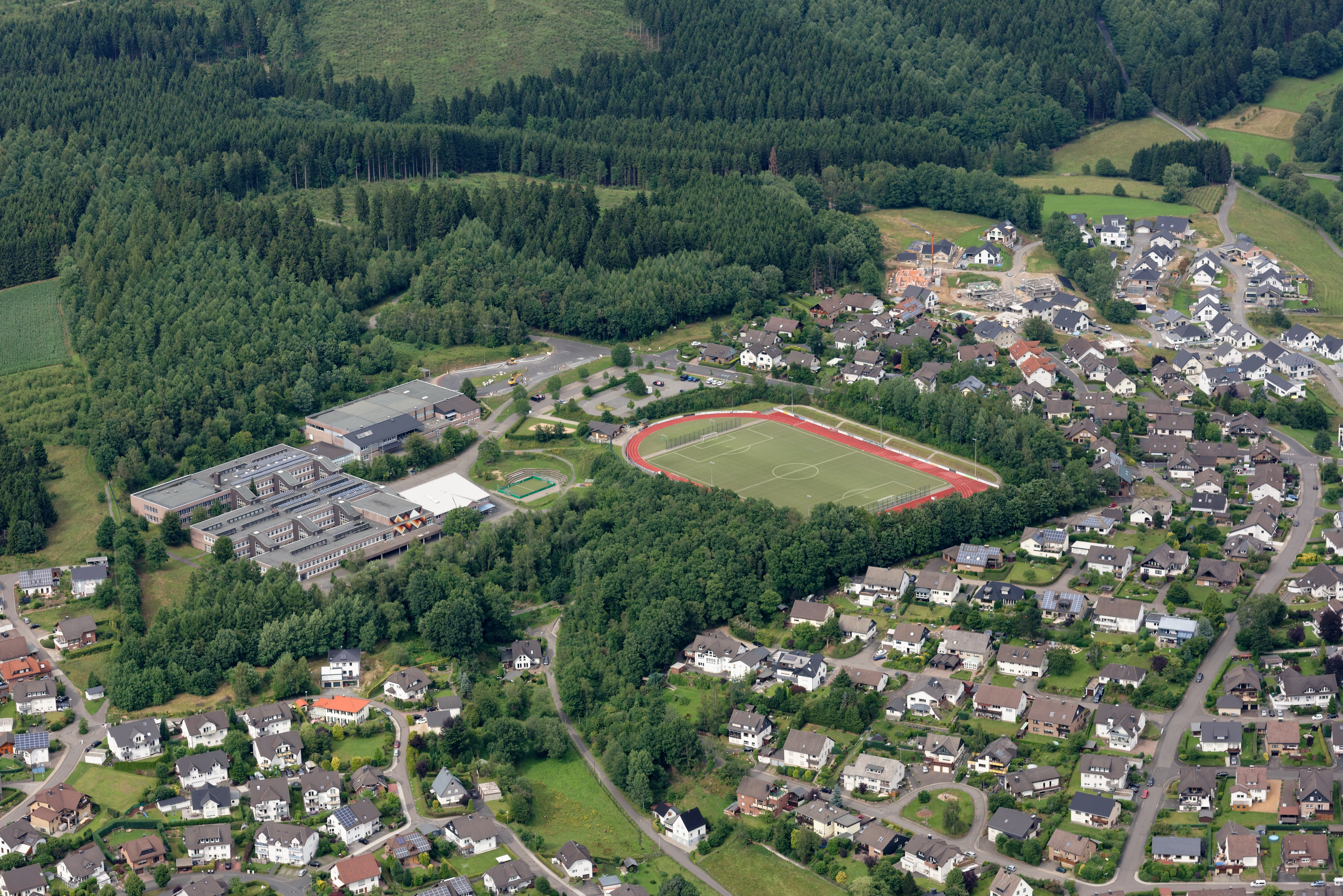
コンラート＝アデナウアー＝シューレと実科学校およびスポーツ広場

ヴェンデン町には、4つの敷地に3校の基礎課程学校、本課程学校 1校、実科学校 1校、総合学校 1校がある。さらにオルペ郡の養護学校ヤヌシュ＝コルチャック＝シューレのヴェンデン校もある。ヴェンデンには以下の学校および教育施設がある:
- 基礎課程学校
  - カトリックのゲルリンゲン基礎課程学校
  - 宗派共同のヒュンスボルン基礎課程学校（2017年7月31日まではカトリックの基礎課程学校であった）
  - 基礎課程学校連合「ヴェンデナー・ラント」ヴェンデンとローテミューレにメイン・キャンパスを有している。オットフィンゲン校は、市長ベルンと・クレメンスの発議と2016年4月20日の市議会の決定により、2016年夏に閉鎖された。
- 上級の学校
  - 本課程学校: コンラート＝アデナウアー＝シューレ 宗派共同の本課程学校
  - 実科学校: ヴェンデン実科学校
  - ヴェンデン総合学校
- 養護学校
  - ヤヌシュ＝コルチャック＝シューレのヴェンデン校、オルペ郡立養護学校である。

## 人物
- カスパー・クライン（1865年 - 1941年）パーダーボルン大司教